# Chrysolina cribrosa
Chrysolina cribrosa is een keversoort uit de familie bladkevers (Chrysomelidae). De wetenschappelijke naam van de soort werd in 1812 gepubliceerd door Ahrens.